# Liste des évêques de Ruhengeri
Liste des évêques de Ruhengeri
(Dioecesis Ruhengeriensis)
L'évêché de Ruhengeri est créé le 20 décembre 1960, par détachement de l'archevêché de Kabgayi et de l'évêché de Nyundo.

## Évêques
- 20 décembre 1960-† 8 mai 1961 : Bernard Manyurane
- 21 août 1961-5 septembre 1968 : Joseph Sibomana
- 5 septembre 1968-5 janvier 1996 : Phocas Nikwigize
- 5 janvier 1996-21 novembre 1997 : siège vacant
- 21 novembre 1997-28 août 2007 : Kizito Bahujimihigo
- 28 août 2007-31 janvier 2012 : siège vacant
- depuis le 31 janvier 2012 : Vincent Harolimana

## Sources
- L'ANNUAIRE PONTIFICAL, sur le site catholic-hierarchy.org, à la page